# 中御門俊臣
中御門俊臣（なかのみかど としおみ、元文5年（1740年）11月20日 - 明和8年（1771年）8月13日）は、江戸時代中期の公卿。
竹内式部より闇斎派の儒学を受けた。

## 官歴
- 宝暦3年（1753年）：左兵衛佐、従五位上
- 宝暦5年（1755年）：右少弁
- 宝暦6年（1756年）：蔵人、賀茂奉行、左少弁、神宮弁、氏院別当、正五位上
- 宝暦8年（1758年）：左衛門権佐、検非違使、右中弁
- 宝暦9年（1759年）：左中弁
- 明和元年（1764年）：正四位下、蔵人頭、左大弁
- 明和2年（1765年）：正四位上、参議
- 明和3年（1766年）：従三位、近江権守
- 明和5年（1768年）：権中納言
- 明和6年（1769年）：正三位、踏歌節会外弁

## 系譜
- 実父：坊城俊将
- 養父：中御門宣時
- 子：中御門宣家